# Świętochłowice
Świętochłowice pronuncia: ɕvjɛ̃̃tɔxwɔˈviʦɛ (in slesiano Śwjyntochlowicy, in tedesco Schwientochlowitz) è una città nel sud della Polonia di 55 500 abitanti (2005). Si trova attualmente nel voivodato della Slesia: precedentemente si trovava in quello di Katowice (1975-1998).
A Świętochłowice fu aperto, nel 1943 un campo di lavoro secondario (Campo di lavoro di Zgoda) legato al campo di concentramento tedesco di Auschwitz. Dal gennaio 1945, il campo fu riaperto e continuò ad essere usato dal regime comunista polacco. Il campo, nel quale morirono circa 2.500 prigionieri nel 1945, fu chiuso nel novembre dello stesso anno.

## Storia
La città è conosciuta dal XIII secolo, e ricevette i diritti di Magdeburgo tra il XIII e il XIV secolo. Fece parte della Germania fino al 1920, e diventò poi parte della Polonia (anche se il 51,9% della popolazione votò con un plebiscito di restare con la Germania) fino al 1939, quando ritornò alla Germania. Infine, nel 1945, fu restituita definitivamente alla Polonia.
Un campo di lavoro tedesco, il campo Eintrachthütte, fu aperto a Świętochłowice nel 1943. Nel 1945 il campo fu riaperto dalle autorità della Polonia comunista come campo di concentramento, il Campo di lavoro di Zgoda. Il campo, nel quale circa 2.500 prigionieri furono sistematicamente uccisi dal comandante Salomon Morel, fu chiuso nel novembre dello stesso anno. Morel nel 1992 si scappò in Israele, dove è morto nel 2007.

## Posizione
Świętochłowice è situata nella parte meridionale della pianura della Slesia. Świętochłowice confina con Bytom a Nord, Ruda Śląska a Ovest e Sud-ovest e Chorzów a Est e Sud-est.

## Popolazione
A Świętochłowice vivono 55 527 persone. La città ha la più alta densità di popolazione della Polonia, e una delle maggiori d'Europa. Infatti vi vivono circa 4 200 persone per km².

## Geografia fisica

### Clima
Świętochłowice è situata nella fascia climatica slesiana-cracoviense. Le precipitazioni raggiungono circa 700 mm l'anno; si verificano maggiormente in luglio e meno in febbraio. A gennaio ci sono in media -2,5 °C, mentre in luglio si raggiungono in media 18 °C.

## Suddivisione
Świętochłowice è divisa in cinque zone:
- Centro
- Chropaczów
- Lipiny
- Piaśniki
- Zgoda

## Amministrazione

### Gemellaggi
- Heiloo
- Nový Jičín
- Laa an der Thaya
- Tiszaújváros
- Rimavská Sobota